# Tiểu Đinh
Tiểu Đinh (Hán phồn thể: 小丁, bính âm: Xiao Ding) là một nữ người mẫu và cosplayer người Đài Loan. Cô được mệnh danh là "thiên thần mông béo".

## Công việc
Từ năm 2018, cô bắt đầu công việc của một người mẫu ảnh, bao gồm ảnh cosplay, ảnh nude, hoặc kết hợp cả hai loại hình này. Cô thành lập website và bán những bức ảnh của mình, các gói ảnh có giá 100 USD. Tiểu Đinh và nhiếp ảnh gia của cô vướn vào một vụ kiện khiêu dâm kéo dài 2 năm. Trong quá trình hầu tòa, cô xác nhận chỉ bán ảnh cho người trên 18 tuổi. Tiểu Đinh cũng đã có báo cáo cảnh sát can thiệp hoạt động của những người nước ngoài phát tán ảnh nude của cô lên internet, nhưng quá muộn. Ít nhất 88 người nước ngoài có liên quan việc phát tán này. Tòa án tại Đài Trung sau đó đã ra phán quyết cuối cùng cô vô tội.
Vào tháng 5 năm 2021, cô xuất bản cuốn sách ảnh kỹ thuật số "白色原味 小丁日常原創數位寫真" ("White Original Flavor: Xiaoding's Daily Original Digital Photos" (Cutting Edge Publishing)).

## Đời tư
Năm 2022, cô chuyển đến Nhật Bản sau khi kết hôn với nhiếp ảnh gia Kiệt Lộ (傑路). Đến năm 2023, chồng cô suy sụp sức khỏe vì phát hiện cô ngoại tình.